# Campeonato de España de Ciclismo en Ruta 2010
El CIX Campeonato de España de Ciclismo en Ruta  se celebró el 27 de junio de 2010 por un circuito por la provincia de Albacete con inicio y final en Albacete sobre 226 km. Finalizaron la prueba 67 ciclistas de los 127 que la comenzaron.
Tras numerosos ataques y abanicos, se formó un grupo de 13 corredores en el que el equipo Caisse d'Epargne hizo valer su ventaja numérica marchándose José Iván Gutiérrez junto al Carlos Barredo a falta de 15 km y tras hacer Barredo todo el trabajo (dado que José Iván tenía compañeros atrás) el corredor del Caisse d'Epargne le atacó aguantando e incluso aumentando la diferencia por un grupo tirado por el Euskaltel-Euskadi que solo pudo cazar a Barredo. José Iván Gutiérrez se hizo con la victoria con 24 segundos de ventaja respecto al grupo liderado por Fran Ventoso; tercero fue Koldo Fernández de Larrea (segundo del grupo).

## Clasificación final

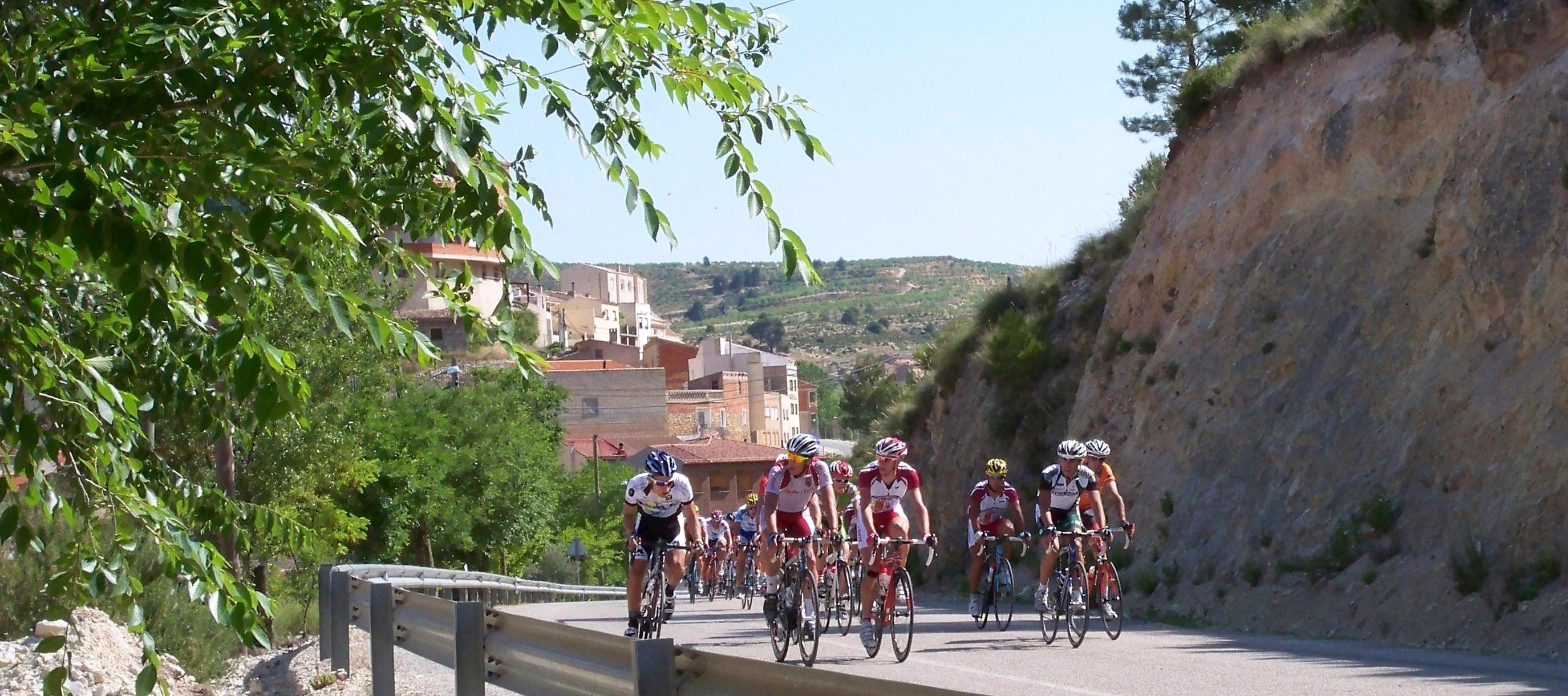
Campeonato de España de ciclismo sub-23 a su paso por la localidad albaceteña de Molinicos en 2010.

| \| 1. \| \| José Iván Gutiérrez \| Caisse d'Epargne \| 4h 49" 16' \| \| 2. \| \| Francisco Ventoso \| Carmiooro-NGC \| + 24" \| \| 3. \| \| Koldo Fernández de Larrea \| Euskaltel-Euskadi \| m.t \| \| 4. \| \| Carlos Barredo \| Quick Step \| m.t. \| \| 5. \| \| José Joaquín Rojas \| Caisse d'Epargne \| m.t. \| \| 6. \| \| Gustavo César Veloso \| Xacobeo Galicia \| m.t. \| \| 7. \| \| Rubén Plaza \| Caisse d'Epargne \| m.t. \| \| 8. \| \| Pablo Lastras \| Caisse d'Epargne \| m.t. \| \| 9. \| \| Joaquín Ortega \| Barbot-Siper \| + 26" \| \| 10. \| \| Luis Pasamontes \| Caisse d'Epargne \| m.t. \| |  |                           |                   |            |
| 1. |  | José Iván Gutiérrez       | Caisse d'Epargne  | 4h 49" 16' |
| 2. |  | Francisco Ventoso         | Carmiooro-NGC     | + 24"      |
| 3. |  | Koldo Fernández de Larrea | Euskaltel-Euskadi | m.t        |
| 4. |  | Carlos Barredo            | Quick Step        | m.t.       |
| 5. |  | José Joaquín Rojas        | Caisse d'Epargne  | m.t.       |
| 6. |  | Gustavo César Veloso      | Xacobeo Galicia   | m.t.       |
| 7. |  | Rubén Plaza               | Caisse d'Epargne  | m.t.       |
| 8. |  | Pablo Lastras             | Caisse d'Epargne  | m.t.       |
| 9. |  | Joaquín Ortega            | Barbot-Siper      | + 26"      |
| 10. |  | Luis Pasamontes           | Caisse d'Epargne  | m.t.       |